# Eva Dahlgren
Eva Dahlgren   (Umeå stadsförsamling, 9 de juny de 1960) és una cantant i compositora sueca. També és autora de llibres infantils i va debutar en aquest gènere l'any 2001 amb el conte Lars & Urban and the poodle stars. Dahlgren va aparèixer a la pel·lícula G - com en comunitat l'any 1983, i ha presentat el programa de ràdio Sommar 1991, 1996 i 2010. El 2011, Dahlgren va ser un dels participants a Så mycket bättre  a TV4.

## Biografia
Carrera musical

Després d'aparèixer al programa de televisió "Sveriges magasin 1978", Eva Dahlgren va ser contactada pel productor musical Bruno Glenmark i el mateix any va sortir l'àlbum debut "Finns det nån som car care", que va ser produït per Bruno i Anders Glenmark. Eva Dahlgren va ocupar el tercer lloc al "Melodifestivalen" el 1979 i també va participar el 1980.
El 1987, va participar en la gira de concerts "Rock runt riket", juntament amb Roxette, Ratata i Orup.
El seu major èxit comercial va arribar el 1991 amb l'àlbum A Pale Blonde's Heart, que va vendre més de 500.000 còpies. Als premis Grammy de 1992, va guanyar el premi Grammy en cinc categories: artista de l'any, àlbum de l'any, senzill de l'any, artista femenina de l'any i compositora de l'any. Amb un total de nou premis Grammy i tres Rock Bears (gener de 2008), és una de les artistes sueques més premiades dels temps moderns. A més, va ser guardonada amb el premi Bellman de la ciutat d'Estocolm el 1996.
El 1995 va oferir un concert a l'estació central d'Estocolm juntament amb l'Orquestra Simfònica de la Ràdio sota la direcció d'Esa-Pekka Salonen.
Ha estat a la banda "Buddaboys" juntament amb Mija i Greta Folkesson. Eva Dahlgren és una de les cantants sueques més populars a Finlàndia, on cinc dels seus àlbums han assolit or.
Després de l'assassinat d'Anna Lindh el 2003, va començar la cerimònia a l'Ajuntament d'Estocolm amb la cançó "The Angel in the Room". També va participar en el concert commemoratiu a Kungsträdgården en el desè aniversari de l'assassinat l'11 de setembre de 2013.
Privadesa

Va sortir com a gai el 1996 quan va entrar en una associació registrada amb Efva Attling el 25 de gener. La parella es va casar el 15 de novembre de 2009 a l'Hotel Rival d'Estocolm. Dahlgren va créixer a Nynäshamn, però ara viu a Södermalm a Estocolm i té una casa de vacances a Tynningö.
El 2008, Dahlgren va dir que l'Església de Suècia s'havia posat en contacte amb ella per escriure el text d'un nou Rèquiem compost per Jan Sandström. Durant el treball inicial, va arribar a la conclusió que era atea, la qual cosa la va portar a no acceptar l'encàrrec.
Estil

Eva Dahlgren ha escrit lletres i música per a bona part de les seves cançons, a més de cantar, tocar instruments i participar en la producció. Quan va debutar el 1978, va ser influenciada per la música folk i els èxits, mentre que la música dels anys vuitanta es va convertir en més rock. Els seus contrastos profunds amb un registre ampli són característics de les seves cançons, i que cantant prop del micròfon crea una cançó xiuxiuejada íntima, de vegades, com a The Angel in the Room, amb sospirs i respiracions audibles.
Ha dit que s'inspira en Edith Södergran, cosa que queda especialment clara a la cançó Young and Proud de l'àlbum homònim (1987) que pren la forma de Vierge moderne. El seu art i la seva lletra es descriuen generalment com a genuïns, normalment interpretats en termes de nuesa espiritual tal com s'expressa a I Undress Naked.
Durant la seva carrera ha tornat a una temàtica religiosa en els seus textos, i com a Qui il·lumina les estrelles i Jo sóc Déu troba una santedat en el mateix afirmant forces més grans i incontrolables que s'aconsegueix quan allibera el seu veritable jo.